# Åstorp
Åstorp ist ein Ort (schwedisch tätort) in der Provinz Skåne län und in der historischen Provinz Schonen. Er ist Hauptort der gleichnamigen Gemeinde. Ein geringer Teil (5 Hektar) der Fläche des Ortes mit 8 Einwohnern (2015) gehört zur benachbarten Gemeinde Ängelholm.
Der Ort ist ein Eisenbahnknoten, in dem sich die Strecken Malmö–Ängelholm, Helsingborg–Hässleholm und Åstorp–Mölle kreuzen.

## Persönlichkeiten
- Jannica Olin (* 1981 oder 1982), Schauspielerin und Filmschaffende